# Red Bull Arena (Salzbourg)
Pour les articles homonymes, voir Red Bull Arena.
La Red Bull Arena (EM-Stadion ) est un stade de football situé dans le quartier de Wals-Siezenheim, en bordure de Salzbourg, en Autriche.
Depuis son ouverture, c'est le domicile de l'équipe de football du Red Bull Salzbourg évoluant dans le Championnat d'Autriche de football. Le Stade Wals-Siezenheim pouvait accueillir 18 686 spectateurs, mais ce stade a été réaménagé pour pouvoir porter sa capacité à 30 000 places, toutes couvertes, et ainsi répondre aux critères nécessaires pour accueillir la phase finale du Championnat d'Europe de football 2008. Ce fut la seule enceinte sportive du championnat autrichien de football à utiliser une pelouse artificielle. Depuis 2008, la surface est naturelle.
Le site du stade, qui s'étend sur 15 hectares, devrait inclure un centre de loisirs, avec de nombreuses installations comme des parcours de santé, des salles de jeux, des terrains de jeux et des restaurants.

## Histoire
Le stade fut officiellement inauguré le 8 mars 2003 avec une partie du Red Bull Salzbourg, il est considéré comme le successeur de l'ancien Lehener Stadion.
Afin de d'accueillir l'Euro 2008, le stade fut agrandi et les travaux d'aménagement débutèrent le 6 mai 2006 pour se terminer en juillet 2007. Le premier match dans le stade élargi a été une rencontre amicale entre Red Bull Salzbourg et Arsenal Football Club, le 25 juillet 2007.
En 2020, le stade est désormais un espace totalement non-fumeur.

## Événements
- Finale de la Coupe d'Autriche de football, 23 mai 2004
- Championnat d'Europe de football 2008

### Matches de l'Euro 2008
| Date         | Heure (UTC+1) | Equipe no 1 | Score | Equipe no 2 | Tour     | Spectateurs |
| ------------ | ------------- | ----------- | ----- | ----------- | -------- | ----------- |
| 10 juin 2008 | 20.45         | Grèce       | 0 – 2 | Suède       | Groupe D | 31 063      |
| 14 juin 2008 | 20.45         | Grèce       | 0 – 1 | Russie      | Groupe D | 31 063      |
| 18 juin 2008 | 20.45         | Grèce       | 1 – 2 | Espagne     | Groupe D | 31 063      |